# The Birds, the Bees and the Monkees
Albums de The Monkees
Pisces, Aquarius, Capricorn and Jones Ltd.
(1967) Head
(1968)
Singles
1. Daydream Believer
Sortie : octobre 1967
2. Valleri (en)
Sortie : février 1968

The Birds, the Bees & the Monkees est le cinquième album du groupe The Monkees. Il est sorti en 1968 sur le label Colgems Records (en).
C'est le premier à ne pas atteindre le sommet des ventes aux États-Unis où il se classe seulement 3e. Il inclut néanmoins le dernier single no 1 du groupe, Daydream Believer, paru en 45 tours en octobre 1967. Valleri (en) se classe également 3e.
Les Monkees commencent à prendre leurs distances vis-à-vis des autres sur cet album : chacun enregistre et produit ses chansons de son côté, suivant ses goûts personnels, avec ses musiciens de studio. Ils n'apparaissent tous les quatre ensemble que sur Daydream Believer, également la seule chanson de tout l'album où apparaît Peter Tork, qui quitte les Monkees à la fin de l'année.

## Fiche technique

### Chansons
| 1. | Dream World                 | David Jones, Steve Pitts       | 3:16 |
| 2. | Auntie's Municipal Court    | Michael Nesmith, Keith Allison | 3:55 |
| 3. | We Were Made for Each Other | Carole Bayer, George Fischoff  | 2:24 |
| 4. | Tapioca Tundra              | Michael Nesmith                | 3:03 |
| 5. | Daydream Believer           | John Stewart                   | 2:58 |
| 6. | Writing Wrongs              | Michael Nesmith                | 5:06 |

| 7.  | I'll Be Back Up on My Feet | Sandy Linzer, Denny Randell      | 2:32 |
| 8.  | The Poster                 | Davy Jones, Steve Pitts          | 2:16 |
| 9.  | P.O. Box 9847              | Tommy Boyce, Bobby Hart          | 3:18 |
| 10. | Magnolia Simms             | Michael Nesmith, Charles Rockett | 3:42 |
| 11. | Valleri (en)               | Tommy Boyce, Bobby Hart          | 2:16 |
| 12. | Zor and Zam                | Bill Chadwick, John Chadwick     | 2:08 |

En 1994, Rhino Records réédite The Birds, the Bees & the Monkees avec cinq titres bonus :
| 13. | Alvin                     | Nicholas Thorkelson       | 0:27 |
| 14. | I'm Gonna Try             | Davy Jones, Steve Pitts   | 2:44 |
| 15. | P.O. Box 9847             | Tommy Boyce, Bobby Hart   | 3:15 |
| 16. | The Girl I Left Behind Me | Neil Sedaka, Carole Bayer | 2:40 |
| 17. | Lady's Baby               | Peter Tork                | 2:29 |

### Musiciens

#### The Monkees
- Micky Dolenz : chant (2, 7, 9, 12), chœurs (5, 7, 8), percussions (12)
- Davy Jones : chant (1, 3, 5, 8, 11), chœurs (5)
- Michael Nesmith : chant (2, 4, 6, 10), guitares (2, 4, 5, 6, 10), percussions (4), claviers (6)
- Peter Tork : piano (5)

#### Musiciens supplémentaires
- Guitare : Keith Allison (2, 12), Dennis Budimir (7), James Burton (3), Al Casey (en) (7, 8), Bill Chadwick (2, 12), Mike Deasy (en) (1, 3, 8), Al Hendrickson (1, 3), Gerry McGee (1, 3, 9, 11), Howard Roberts (8), Louis Shelton (9, 11)
- Basse : Max Bennett (1, 7, 8, 10, 12), Richard Dey (2, 6, 12), Chip Douglas (en) (12), Joe Osborn (9, 11), Lyle Ritz (8)
- Claviers : Bobby Hart (9), Mike Melvoin (3, 7, 12), Harry Nilsson (2), Don Randi (1, 8), Paul T. Smith (10)
- Batterie : Hal Blaine (8, 12), Chip Douglas (5), Eddie Hoh (en) (2, 4, 5, 6, 12), Billy Lewis (9, 11), Earl Palmer (1, 3, 7, 10)
- Percussions : Brendan Cahill (1, 3, 7), Gary Coleman (8), Chip Douglas (5), Gene Estes (8), Teresa Helfer (1), Eddie Hoh (6), Stan Levy (7, 12), Billy Lewis (9, 11), Milt Holland (1, 3, 7, 12), Bill Martin (5), Jerry Williams (1, 3)
- Violon : Victor Arno (9), Sam Freed (1, 3), Nathan Kaproff (1, 3, 5, 8), George Kast (3, 5, 8), Marvin Limonick (1, 3), Alex Murray (1, 3, 5, 8), Erno Neufeld (1, 3, 5, 8), Jack Pepper (9), Ambrose Russo (8)
- Alto : Philip Goldberg (9)
- Violoncelle : Marie Fera (1, 3), Raymond Kelley (9), Edgar Lustgarten (1), Jacquelyn Lustgarten (1, 3), Kurt Reher (3), Fred Seykora (1), Eleanor Slatkin (3)
- Trompette : Pete Candoli (5), Roy Caton (11), Buddy Childers (1, 3, 7, 8), Oliver Mitchell (7, 10, 11), Al Porcino (5), Clyde Reasinger (8), Jack Shelton (1, 3, 8), Manuel Stevens (7), Tony Terran (en) (8)
- Trombone : Milt Bernhart (8), Louis Blackburn (7), Richard Leith (5, 8), Lewis McCreary (3, 7, 8, 10, 11), Richard Noel (5), George Roberts (1), Frank Rosolino (8), Philip Teele (5)
- Saxophone : William Hood (7), Jim Horn (10, 11), John Lowe (8), Jay Migliori (11), Jack Nimitz (11)
- Cor : John Cave (1), Vincent DeRosa (en) (3), David Duke (1, 3), Arthur Maebe (1), Richard Preisi (3)

### Classements et certifications
| Pays (classement)          | Meilleure position |
| -------------------------- | ------------------ |
| États-Unis (Billboard 200) | 3                  |